# Potenz (Pharmakologie)
Der Begriff Potenz bezeichnet in der Pharmakologie die Wirkstärke eines Pharmakons in Abhängigkeit von der Konzentration am Wirkort.
Bestimmt wird die Konzentration des Pharmakons, bei der eine definierte Wirkung auftritt. Ein stark wirksames Pharmakon, d. h. ein Pharmakon mit hoher Potenz, zeigt bei geringer Konzentration bereits eine große Wirkung. Da der Begriff Potenz vage ist, werden für eine genaue Charakterisierung weitere Angaben benötigt.
- Bei Agonisten verwendet man meist die EC50, also die (molare) Konzentration des Agonisten, bei der 50 % der für diesen Stoff maximal möglichen Wirkung auftreten.
- Bei Antagonisten verwendet man meist die IC50, also die (molare) Konzentration des Agonisten, bei der 50 % der für diesen Stoff maximal möglichen Hemmung eines definierten Effektes auftreten.

In beiden Fällen ist dies die Konzentration eines Wirkstoffs, bei der die Konzentrations-Wirkungs-Kurve in logarithmischer Darstellung der Abszisse ihren Wendepunkt hat.
In der klinischen Medizin wird – behelfsweise – oft die Konzentration im Blut oder die verabreichte Dosis als Ausgangsgröße zur Bestimmung der Potenz gewählt.
Bei Neuroleptika, einer wichtigen Gruppe von Psychopharmaka, wird unterschieden zwischen niederpotenten Neuroleptika, mittelpotenten Neuroleptika und hochpotenten Neuroleptika. Eine hohe Potenz steht für einen starken antipsychotischen Effekt bei einer schwach ausgeprägten sedierenden Wirkung. Eine niedrige Potenz gibt hingegen das Gegenteil an; dort ist die sedierende Wirkung stark ausgeprägt und die antipsychotische Wirkung gering. Näheres dazu ist unter Neuroleptikum#Hoch- und niederpotente Neuroleptika nachzulesen.
Auch in der Toxikologie ist der Begriff „Potenz“ gebräuchlich: ein hochpotenter Stoff verursacht bereits in niedriger Dosis eine unerwünschte Wirkung im Sinne einer Vergiftung. Ein niederpotenter Stoff verursacht eine Vergiftung erst nach Aufnahme in hoher Dosis. Im Gefahrstoffrecht – wie auch in der Umgangssprache – wird ein hochpotenter Stoff als „giftiger Stoff“ oder auch als „Gift“ bezeichnet.